# AVE (azienda)
AVE S.p.A. è un'azienda italiana con sede a Rezzato, produttrice di materiale elettrico ed elettronico, attiva nei settori delle serie civili, placche, interruttori di design, scatole da incasso, ventilazione civile ed industriale, antifurto, antincendio e domotica residenziale e alberghiera.

## Storia

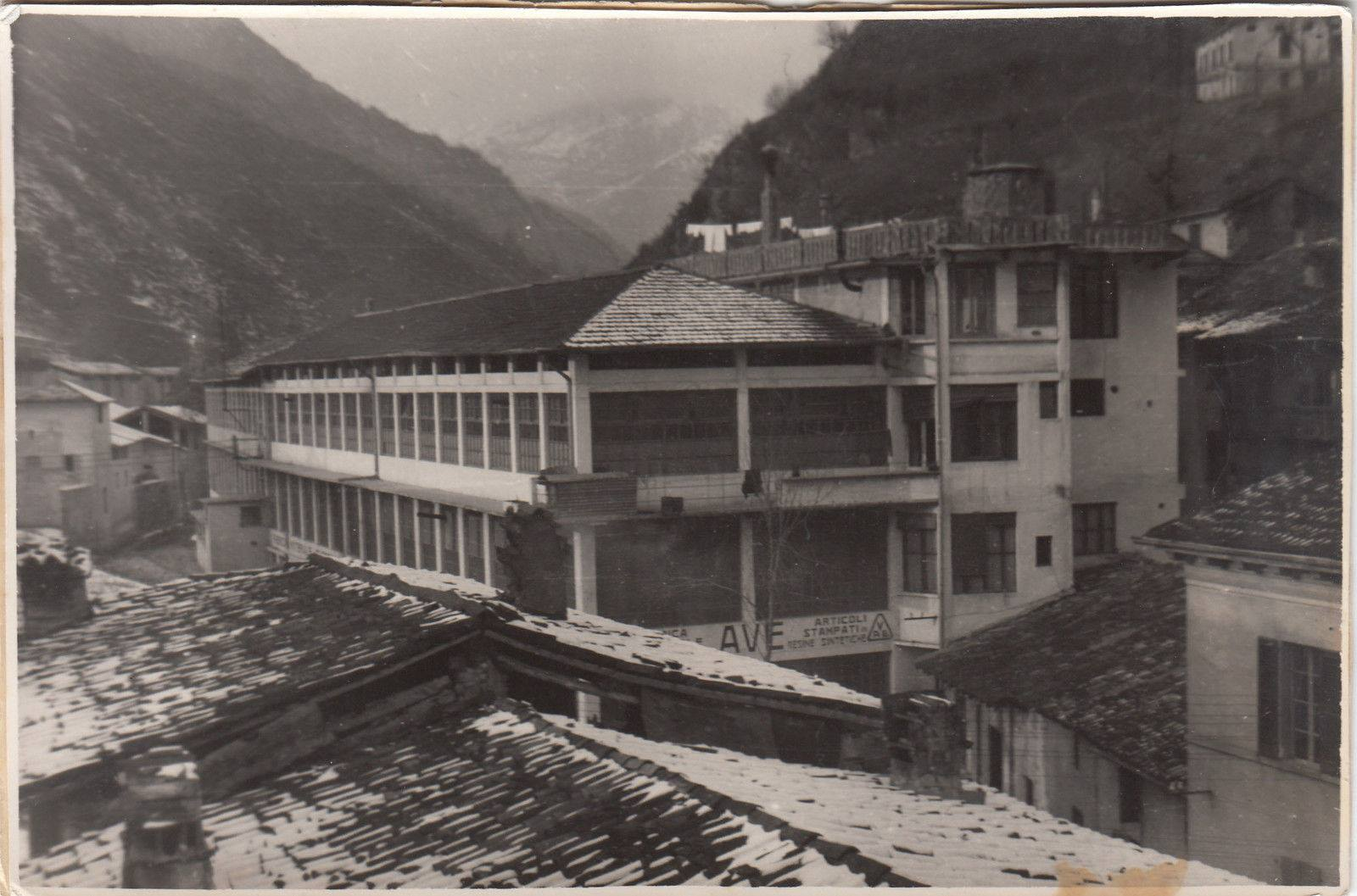
La società AVE a Vestone agli inizi del XX secolo.

Fondata nel 1904 da Lorenzo Bonomi a Vestone, in provincia di Brescia, col nome di Società anonima Vestonese Elettrica. Nel 1930 subentra alla guida dell'azienda il figlio Casimiro che cambia la designazione in Anonima Vestonese Elettrica (A.V.E.).
Gli anni trenta segnano l'arrivo delle materie plastiche: con l'utilizzo della bachelite, resina fenolica termoindurente con caratteristiche isolanti termoelettriche, successivamente, negli anni quaranta, si aggiunge lo stampaggio di resine sintetiche.
Nel 1952 AVE si specializza nel campo degli interruttori, collaborando con il designer Gio Ponti.
Nel 1979 viene aperta la sede commerciale e amministrativa a Rezzato e nel 1984 viene fondata la AVE S.p.A.

## Premi e riconoscimenti
- Nel 1979, l'azienda riceve il premio Compasso d'oro, alla sua undicesima edizione, per l'interruttore modulare a 45 mm della serie Habitat (designer Andries Van Onck con Hiroko Takeda).[4][5]
- Premio 100 eccellenze italiane come azienda simbolo del Made in Italy (2016)[6]
- Winner of Qualitec design award
- Top selection innovation "Innovation design award"
- Design index